# Тит Цезерній Стаціан Меммій Макрін
Тит Кві́нкцій Цезе́рній Ста́цій Стаціан Ме́ммій Макрі́н (лат. Titus Quintius Caesernius Statius Statianus Memmius Macrinus; бл. 100 —після 150) — державний та військовий діяч Римської імперії.

## Життєпис
Походив зі стану вершників. Син Тита Квінкція Цезернія Стація Македона, прокуратора Мавретанії Цезарейської у 107 році, та Рутілли Пріски Сабініани. Народився близько 100 року у м. Аквілея. У 130 році стає квестором. Після цього обіймав посаду народного трибуна. Разом із братом Титом Цезернієм Квінкціаном з 129 року супроводжував як коміт імператора Адріана до Мавретанії, а потім на Схід.
У 134 році вирушив до Транспаданської Галлії, де збирав нових легіонерів. У 134—138 роках очолював XIV легіон Близнюків в Карнуті (Паннонія), а з 138 до 141 року був легатом III легіона Авґуста у Нумідії (міста Цірта та Тімград).
У 141 році стає консулом-суфектом (разом з Луцієм Аннієм Фабіаном. У 150 році призначається імператорським легатом-пропретором до провінції Верхня Германія. Про подальшу долю немає відомостей.